# Ann-Cathrin Giegerich
Ann-Cathrin Giegerich (* 4. Januar 1992 in Erlenbach) ist eine deutsche Handballspielerin.

## Karriere
Ann-Cathrin Giegerich spielte in ihrer Jugend zunächst beim TV Großwallstadt und ab 2007 bei der HSG Sulzbach/Leidersbach. In der Saison 2009/10 spielte sie aufgrund eines Doppelspielrechts zudem beim TV Mainzlar in der 2. Handball-Bundesliga. 2011 wechselte die 1,81 Meter große Torfrau zur SG BBM Bietigheim, mit der sie 2013 in die Handball-Bundesliga aufstieg. 2017 gewann sie mit Bietigheim die deutsche Meisterschaft. Daraufhin schloss sie sich der Neckarsulmer Sport-Union an. Ab der Saison 2018/19 lief sie für den Thüringer HC auf. Im Sommer 2020 schloss sie sich dem ungarischen Erstligisten Debreceni Vasutas SC an. In der Saison 2023/24 stand Giegerich beim montenegrinischen Erstligisten ŽRK Budućnost Podgorica unter Vertrag, mit dem sie die montenegrinische Meisterschaft und den montenegrinischen Pokal gewann. Anschließend wechselte sie zum französischen Erstligisten Jeanne d’Arc Dijon Handball.
Giegerich nahm an der U-17-Weltmeisterschaft 2009, an der U-18-Weltmeisterschaft 2010 und an der U-19-Europameisterschaft 2011 teil. Am 3. Juni 2012 hatte sie im Spiel gegen Aserbaidschan ihr Debüt im Kader der Frauen-Nationalmannschaft.